# Communauté de communes de la vallée de l'Avance
La communauté de communes de la vallée de l'Avance est une ancienne communauté de communes française, située dans le département des Hautes-Alpes en région Provence-Alpes-Côte d'Azur.

## Historique
En théorie, la communauté de communes de la vallée de l'Avance peut se maintenir, puisque sa population (7 677 habitants en 2012) est supérieure au seuil minimal de 5 000 habitants fixé par la loi no 2015-991 du 7 août 2015 portant nouvelle organisation territoriale de la République. Toutefois, le retrait de la commune de Chorges impose alors une fusion. Le schéma départemental de coopération intercommunale des Hautes-Alpes proposait en octobre 2015 une fusion avec la CC du Pays de Serre-Ponçon (Rousset exclue), les deux intercommunalités n'atteignant pas le seuil minimal de 5 000 habitants fixé par ladite loi (respectivement 4 963 et 2 264 habitants en 2012).
Après consultation de la commission départementale de coopération intercommunale du 17 mars 2016, la communauté de communes de la vallée de l'Avance (toujours en excluant Chorges) fusionnera bien avec la communauté de communes du Pays de Serre-Ponçon, en incluant les communes bas-alpines de Piégut et de Venterol. Elle portera le nom de « communauté de communes Serre-Ponçon Val d'Avance », nom défini par l'arrêté préfectoral du 28 octobre 2016.

## Territoire communautaire

### Géographie
La communauté de communes de la vallée de l'Avance est située au sud du département des Hautes-Alpes, dans le bassin de vie de Gap. Elle jouxte la communauté d'agglomération du Gapençais à l'ouest et les communautés de communes du Savinois-Serre-Ponçon à l'est, du Pays de Serre-Ponçon au sud, Tallard-Barcillonnette au sud-ouest et du Champsaur au nord.
Le territoire est desservi par des axes routiers importants, comme la route nationale 94 traversant l'intercommunalité d'ouest en est, entre La Rochette et Chorges, la route départementale 942, partant de Montgardin, en direction de Sisteron et de l'autoroute A51, ou encore des liaisons ferroviaires au départ de Paris (par train de nuit), Grenoble, Valence ou Marseille, avec un arrêt sur le territoire communautaire à Chorges.

### Composition
La communauté de communes contenait les communes d'Avançon, La Bâtie-Vieille, La Bâtie-Neuve, Chorges, Montgardin, Rambaud, La Rochette, Saint-Étienne-le-Laus et Valserres.

### Démographie
| 1968  | 1975  | 1982  | 1990  | 1999  | 2008  | 2013  |
| ----- | ----- | ----- | ----- | ----- | ----- | ----- |
| 3 052 | 3 191 | 3 840 | 4 711 | 5 586 | 6 912 | 7 788 |

Bien que la population de la communauté de communes (7 677 habitants en 2012) soit supérieure à 5 000 habitants, le départ de Chorges vers une nouvelle communauté de communes ne permettra pas le maintien de l'intercommunalité actuelle du fait d'un seuil non atteint par la loi de 2015 (4 963 habitants).

## Administration

### Siège

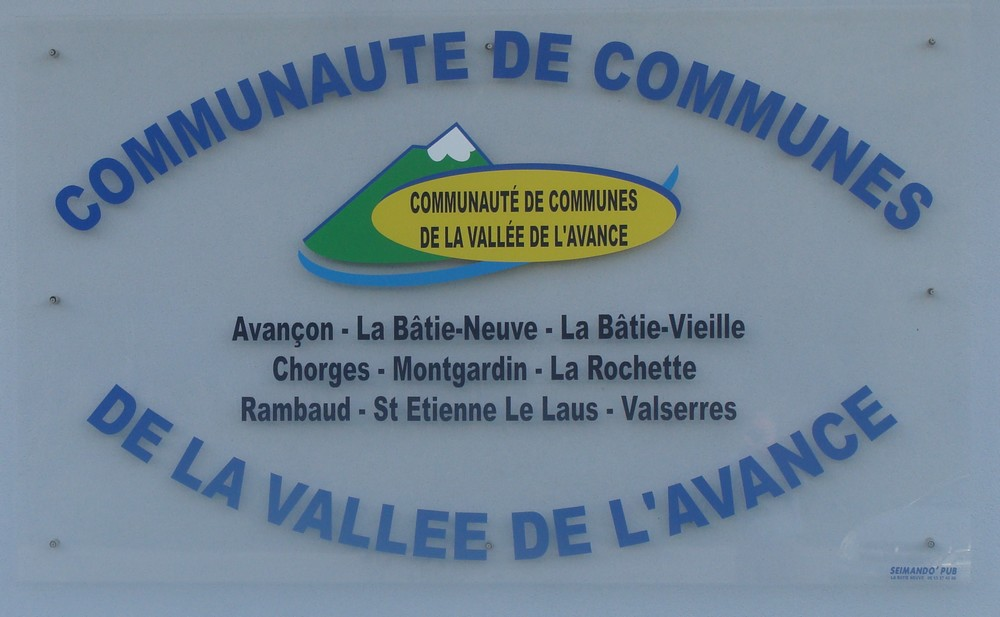
Panneau sur le siège de la communauté de communes de la vallée de l'Avance à la Bâtie-Neuve.

Le siège de la communauté de communes est situé à La Bâtie-Neuve, sur des locaux inaugurés au milieu de l'année 2007. Les services techniques communautaires sont installés sur la même commune depuis fin 2012.

### Les élus
La communauté de communes est gérée par un conseil communautaire composé de 24 membres représentant chacune des communes membres et élus pour une durée de six ans.
Ils sont répartis comme suit : dix membres du bureau, les neuf maires des communes et l'adjoint au maire de Rambaud, et quatorze délégués communautaires :
- quatre membres pour les communes de La Bâtie-Neuve et Chorges (adjoints et conseillers municipaux) ;
- un membre pour les autres communes sauf Rambaud (adjoint).

### Présidence
Le conseil communautaire de 2014 a élu son président, Joël Bonnaffoux (maire de La Bâtie-Neuve), et désigné ses trois vice-présidents qui sont :
1. Marc Beynet, adjoint au maire de Rambaud ;
2. Christian Durand, maire de Chorges ;
3. Yves Jaussard, maire de Valserres.

Ils forment ensemble l'exécutif de l'intercommunalité pour le mandat 2014-2020.

### Compétences
L'intercommunalité exerce des compétences qui lui sont déléguées par les communes membres.
Toutes les communautés de communes possèdent deux compétences obligatoires, dont le développement économique. Le territoire communautaire possède neuf zones d'activités, principalement en bordure des deux grands axes (trois à La Bâtie-Neuve, trois à Chorges, une à Montgardin, à La Rochette et à Saint-Étienne-le-Laus).
En outre, l'aménagement de l'espace consiste, pour la communauté de communes, à gérer les sentiers de randonnée ; en matière d'urbanisme, elle disposera en 2016 d'un service commun d'instruction avec la gestion des documents d'urbanisme.
Elle gère la déchèterie, installée depuis 2003 sur la commune d'Avançon.

### Régime fiscal et budget
La communauté de communes est soumise à la fiscalité additionnelle. Elle bénéficie toutefois de la redevance d'enlèvement des ordures ménagères.
En 2014, le budget primitif n'était pas équilibré en investissement. Sa répartition était la suivante :
|                | Dépenses       | Recettes       |
| -------------- | -------------- | -------------- |
| Fonctionnement | 1 064 288,87 € | 1 064 288,87 € |
| Investissement | 423 331,95 €   | 458 156,61 €   |
| Total          | 1 487 620,82 € | 1 522 445,48 € |